# Denis Dolgiy
Denis Igorevich Dolgiy (tiếng Nga: Денис Игоревич Долгий; sinh ngày 17 tháng 4 năm 1998) là một cầu thủ bóng đá người Nga thi đấu cho FC Pskov-747.

## Sự nghiệp câu lạc bộ
Anh có màn ra mắt tại Giải bóng đá chuyên nghiệp quốc gia Nga cho FC Pskov-747 vào ngày 27 tháng 7 năm 2017 trong trận đấu với FC Tekstilshchik Ivanovo.